# Parcy
Parcy est une localité de Parcy-et-Tigny et une ancienne commune française, située dans le département de l'Aisne en région Hauts-de-France.

## Histoire
La commune de Parcy a été créée lors de la Révolution française. Le 23 mai 1810, elle fusionne avec la commune voisine de Tigny et la nouvelle entité prend le nom de Parcy-et-Tigny.

## Administration
Jusqu'à sa fusion avec Tigny en 1810, la commune faisait partie du canton d'Oulchy-le-Château dans le département de l'Aisne. Elle appartenait aussi à l'arrondissement de Soissons depuis 1801 et au district de Soissons entre 1790 et 1795. La liste des maires de Parcy est :
| Période                                  | Période | Identité | Étiquette | Qualité |
| ---------------------------------------- | ------- | -------- | --------- | ------- |
|                                          |         |          |           |         |
| Les données manquantes sont à compléter. |         |          |           |         |

## Démographie
Jusqu'en 1810, la démographie de Parcy était :
| 1793 | 1800 | 1806 |
| ---- | ---- | ---- |
| 80   | 114  | 115  |